# الحزب الديمقراطي المؤسساتي
الحزب الديمقراطي المؤسساتي هو حزب سياسي موالي للحكومة في غواتيمالا كان نشطا في سنوات السبعينيات. تأسس الحزب في 1963 من قبل الرئيس إنريكي بيرالتا إيزورديا الذي وصل للسلطة عن طريق انقلاي عسكري. ينتمي الحزب لوسط اليمين، وتم إنشاءه على غرار الحزب الثوري المؤسساتي المكسيكي. منذ البداية، سيطرت النخبة العسكرية في البلاد على الحزب. على الرغم من ذلك، حافظ الحزب على روابط وثيقة مع أفراد مدنيين خلال فترة وجوده، حيث كان حلفاءه المدنيون كثيرون في الجمعية.
اختفى الحزب الديمقراطي المؤسساتي في عام 1990 عندما اندمج مع الجبهة الجمهورية الغواتيمالية (FRG) وجبهة الوحدة الوطنية في تحالف للترشح للانتخابات، على الرغم من أن هذا التحالف سرعان ما أصبح تحت سيطرة الجبهة الجمهورية.